# Spodsbjerg Fyr
Spodsbjerg Fyr er et fyrtårn, som ligger på Spodsbjerg Klint to kilometer nord for Hundested. Fyret er ni meter højt og har en lyshøjde på 40 meter.
Det første fyr opførtes i 1845. Nuværende fyr er fra 1907 og er et vinkelfyr med fast linseapparat monteret i et tårn.
Ved Spodsbjerg Fyr ligger Fyrgården, som huser kunstudstillinger i regi af Hundested Kunstforening.